# Crunk Rock
Crunk Rock – debiut solowy amerykańskiego rapera Lil Jona. Został wydany 8 czerwca, 2010 roku nakładem wytwórni BME i Universal Republic.

## Lista utworów

### Wydanie standardowe
1. "Crunk Rock" (Intro)
2. "Throw It Up (Part 2) (Remix)" (feat. Pastor Troy & Waka Flocka Flame)
3. "G Walk" (feat. Soulja Boy)
4. "On de Grind" (feat. Stephen Marley & Damian "Jr. Gong" Marley)
5. "What Is Crunk Rock?" (Interlude)
6. "Killas" (feat. Ice Cube, The Game, Elephant Man & Whole Wheat Bread)
7. "Get In Get Out"
8. "Outta Your Mind" (feat. LMFAO)
9. "Ride da D" (feat. Ying Yang Twins)
10. "Ms. Chocolate" (feat. R. Kelly & Mario)
11. "Like a Stripper" (feat. Pleasure P & Shawty Putt)
12. "Shots" (LMFAO feat. Lil Jon)
13. "Work It Out" (feat. Pitbull)
14. "Hey" (feat. 3OH!3)

### Wydanie specjalne
1. "Crunk Rock" (Intro)
2. "Throw It Up (Part 2) (Remix)" (feat. Pastor Troy & Waka Flocka Flame)
3. "Fall Out" (feat. Travis Porter)
4. "G Walk" (feat. Soulja Boy)
5. "On de Grind" (feat. Stephen Marley & Damian "Jr. Gong" Marley)
6. "What Is Crunk Rock?" (Interlude)
7. "Killas" (feat. Ice Cube, The Game, Elephant Man & Whole Wheat Bread)
8. "Get In Get Out"
9. "Pop Dat Pussy" (feat. Blazed)
10. "Outta Your Mind" (feat. LMFAO)
11. "Ride da D" (feat. Ying Yang Twins)
12. "Ms. Chocolate" (feat. R. Kelly & Mario)
13. "Like a Stripper" (feat. Pleasure P & Shawty Putt)
14. "Moist" (feat. Oobie)
15. "Every Freakin' Night" (feat. Naadei)
16. "What a Night" (feat. Claude Kelly)
17. "Shots" (LMFAO feat. Lil Jon)
18. "Work It Out" (feat. Pitbull)
19. "Machuka" (feat. Mr. Catra & Mulher Filé)
20. "Hey" (feat. 3OH!3)

## Notowania
| Notowanie (2010)                  | Pozycja |
| --------------------------------- | ------- |
| U.S. Billboard 200                | 49      |
| U.S. Billboard Rap Albums         | 5       |
| U.S. Billboard R&B/Hip-Hop Albums | 8       |